# Fernando Alex Vásquez
Fernando Alex Vásquez Pávez (San Vicente de Tagua Tagua, Chile, 21 de enero de 1994) es un futbolista chileno que juega de portero actualmente en O'Higgins Fútbol Club de la Primera División de Chile. En el año 2013 es enviado al primer equipo del club con el técnico Eduardo Berizzo. También fue juvenil en la  Universidad Católica en la era de Mario Lepe.

## Clubes
| Club                 | País  | Año           |
| -------------------- | ----- | ------------- |
| Universidad Católica | Chile | 2011-2012     |
| O'Higgins            | Chile | 2013-presente |

## Palmarés

### Campeonatos nacionales
| Título             | Club      | País  | Año    |
| ------------------ | --------- | ----- | ------ |
| Primera División   | O'Higgins | Chile | 2013-A |
| Supercopa de Chile | O'Higgins | Chile | 2014   |

### Distinciones individuales
| Distinción                   | Año  |
| ---------------------------- | ---- |
| Medalla Santa Cruz de Triana | 2014 |